# Lais de María de Francia

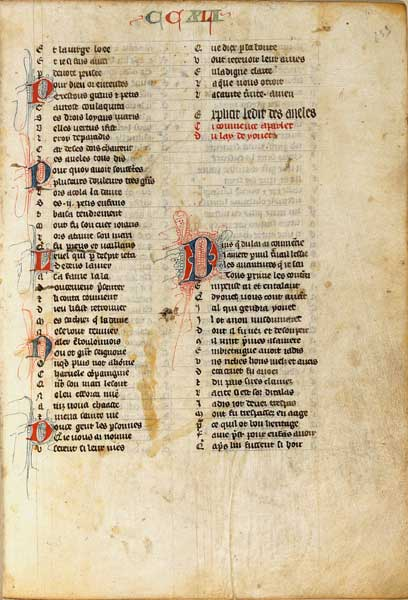
Yonec, uno de los lais de Maria de Francia

Los Lais de María de Francia son una serie de poemas narrativos cortos (layes o lais) escritos en anglo-normando, centrados generalmente en glorificar conceptos del amor cortesano describiendo las aventuras de un determinado héroe. 
Se sabe muy poco de su autora, María, pero se cree que nació en Francia y que vivió en Inglaterra donde escribió los layes a finales del siglo XII. Hay conjeturas que identifican a María de Francia con María de Champagne, hija de Leonor de Aquitania, ya que parece ser que la autora de estos "lais" tenía mucha relación con la corte de la Champagne.
Los Lais de María de Francia, escritos en versos octosílabos, son notables sobre todo por su celebración del amor, su originalidad y la viveza de sus descripciones, que constituyen un hito en la literatura de la época. Se conservan cinco manuscritos diferentes de los Lais, pero solo uno contiene los doce: el denominado Harley 978, del siglo XIII, conservado en la British Library. Se ha sugerido que, si la autora efectivamente dispuso los Lais tal y como aparecen en Harley 978, lo hizo para contrastar los efectos positivos y negativos del amor en la conducta humana. En este manuscrito, los lais impares, como Guigemar, Le Fresne, etc., alaban a los personajes que expresan amor por otras personas, mientras que los lais pares, como Equitan, Bisclavret, etc., advierten que el amor que se limita a uno mismo puede llevar a la desgracia.
El manuscrito Harley 978 incluye además un prólogo de 56 versos en el que la autora describe los motivos por los que compuso los lais: explica que tomó por modelo a los clásicos griegos y latinos para crear una obra que entretuviera e instruyera al mismo tiempo. También afirmó su deseo de preservar para la posteridad los relatos que había oído a lo largo de su vida. Dos de los lais -Lanval, una obra muy popular y muy adaptada durante la Edad Media, y Chevrefoil ("la madreselva"), una breve composición sobre Tristán e Isolda- mencionan al Rey Arturo y sus Caballeros de la Mesa Redonda, lo que convierte a María de Francia en precursora de buena parte de la literatura artúrica posterior, junto con su contemporáneo Chrétien de Troyes.

## Los Lais
La siguiente lista incluye los lais en el orden en que aparecen en el manuscrito Harley 978.

### Guigemar
Guigemar es uno de los lais en los que la autora se nombra a sí misma como "María". En el prólogo de este relato aclara la doble intención de su obra: dar justa alabanza a los que se la merecen, a pesar de la envidia de los rivales; y presentar las historias que estaban detrás de algunas de las canciones más conocidas en aquella época. Se ha sugerido que este prólogo es anterior al prólogo general a toda la obra incluido en el manuscrito Harley 978.
Argumento: Guigemar, hijo de un vasallo del rey de Bretaña, es un caballero sabio y valiente, pero incapaz de sentir amor. Un día, durante una cacería, hiere de muerte a una cierva que, antes de morir, le maldice con una herida que sólo sanará cuando sufra por el amor de una mujer que a su vez también lo ame. Entonces, Guigemar vaga por el bosque, dolorido, hasta que encuentra un elegante barco sin tripulación; sube a él, y el barco zarpa sin que él pueda hacer nada por evitarlo. El barco lo lleva entonces a una tierra en la que un rey ha encerrado a su mujer a causa de los celos. La reina sólo recibe las visitas de su sirvienta, y de un viejo sacerdote. La reina y la criada curan la herida del caballero, y lo acogen en su cárcel dorada. Guigemar y la reina se enamoran inmediatamente, pero no saben si son correspondidos; entonces la criada organiza un encuentro entre ambos, y cuando se convencen de la realidad de los sentimientos del otro, consuman su amor. Como prueba de fidelidad, la reina ata un nudo en la vestimenta del caballero que sólo ella puede soltar sin romperla, y él a cambio le entrega un cinturón de castidad. Tras un año y medio de felicidad, el rey descubre el engaño y obliga a Guigemar a volver a su propio país, donde es recibido como un héroe, aunque él sólo puede pensar en su amor lejano. Mientras tanto, el rey aprisiona a la reina en una torre de mármol. Tras dos años de cautividad, ella sigue penando por Guigemar, y logra escaparse de la torre. Cuando está pensando en arrojarse al mar, el mismo barco que recogió a Guigemar la recoge a ella también, y la lleva a Bretaña, donde es hecha prisionera por Lord Mériaduc, quien intenta violarla, pero no lo logra gracias a su cinturón de castidad. Más tarde, Lord Mériaduc organiza unas justas, en las que participa Guigemar. Al comprender que Guigemar y la reina cautiva están relacionados, Lord Mériaduc les reúne, y la reina prueba su identidad deshaciendo el nudo de la camisa de Guigemar. La reina le muestra entonces su cinturón de castidad, y le narra sus tristes aventuras. Mériaduc intenta recuperar entonces a la reina, pero es derrotado y muerto por Guigemar.

### Equitán
Este lay parece tener una finalidad didáctica: en los versos 307-310 la narradora dice que "Quien quiera oír un consejo sensato / puede beneficiarse de este ejemplo: / el que planea el mal para otros / puede ver cómo ese mal se vuelve contra ellos". El amor descrito en esta historia es irresponsable, porque los amantes se entregan a la pasión aun sabiendo las consecuencias negativas; además es una relación desequilibrada, e impide que el rey tenga descendencia masculina, lo que provoca inestabilidad social. Moralmente, este amor es cuestionable porque rompe los lazos de lealtad (del rey con su senescal, de la mujer con el marido).
Argumento: Equitan, rey de Nanz, se enamora de la bella esposa de su senescal. Cuando se le declara, ella se muestra incrédula a causa de la desigualdad social entre ellas. Sin embargo, él la convence de la sinceridad de sus sentimientos, e inician una relación. Los consejeros del rey le insisten en que se case y conciba descendencia para heredar el trono. La mujer también insiste en dudar de su amor, y el rey le responde que se casaría con ella de no ser por el senescal, su marido. Entonces ella concibe la idea de matar al senescal mediante un baño de agua hirviendo. Un día en que el rey y el senescal van de cacería, la pareja decide poner en marcha su plan. Llegan a un refugio con dos bañeras, y preparan la trampa en una de ellas. Sin embargo son sorprendidos por el senescal, que los encuentra juntos en la cama, y el rey intentando ocultar su desnudez cae en la bañera hirviente, a la que el senescal arroja luego a su mujer también.

### El Fresno
El argumento del lay Le Fresne ("el fresno") puede encontrarse en diversas variantes, tanto inglesas como escandinavas, aunque en dichas versiones la protagonista suele ser raptada por los piratas en vez de ser abandonada voluntariamente por su madre. La idea de que dar a luz a gemelos está relacionado con una infidelidad era común en aquella época. Por otra parte, la referencia a árboles, y en concreto al almendro, es un tema recurrente en los lais de María de Francia, ya que se repite también en Laüstic y Chevrefoil. En este caso, la oposición entre el fresno y el almendro debe entenderse como una oposición entre esterilidad y fertilidad.
Argumento: Le Fresne comienza con la historia paralela de las bodas de dos caballeros. La mujer de uno de ellos da a luz a gemelos, y al oírlo, la otra mujer declara que eso significa que se ha producido una infidelidad. El padre de los gemelos, al oír esto, decide encerrarla. La otra mujer, la calumniadora, da entonces a luz también a dos niñas gemelas. Decidida a evitar la vergüenza, la mujer opta por matar a una de las dos niñas y negar su existencia, pero una de sus criadas se ofrece a esconderla. Después de atar en su brazo un brocado que representa su nacimiento noble, el bebé es abandonado bajo un fresno junto a una abadía. El carretero la encuentra y la bautiza como Le Fresne (en francés moderno, frêne, "fresno"), y la entrega a las monjas para que la eduquen. Le Fresne crece hasta convertirse en una mujer extraordinariamente hermosa, y un señor llamado Gurun se enamora de ella. Gurun hace una importante donación a la abadía para conseguir visitar más fácil y frecuentemente a Le Fresne, a quien logra conquistar. Por miedo a ser descubiertos por la abadesa, Gurun convence a Le Fresne para escapar, convirtiéndola en su concubina. Sin embargo, los caballeros de Gurun le insisten para que se case con una noble, y dé a su pueblo descendencia masculina. Le presentan a una bella y noble mujer llamada La Codre (en francés moderno, coudrier, "almendro") y le convencen de que se case con ella. La madre de La Codre intenta inicialmente apartar a Le Fresne de Gurun, pero cuando la conoce descubre que es una buena muchacha y la acepta. Mientras preparan juntas la cama para la noche de bodas de los novios, Le Fresne deposita su brocado sobre la cama, en un intento por hacerla aún más bonita. La madre de La Codre reconoce entonces ese brocado, y que por lo tanto Le Fresne es la hermana gemela de La Codre, y su propia hija. Aunque el matrimonio entre La Codre y Gurun ya ha tenido lugar, lo anulan al mismo día siguiente. Le Fresne y Gurun se casan, La Codre encuentra un nuevo marido, y todos los personajes son felices.

### Bisclavret
"Bisclavret", relato sobre un hombre lobo se basa en un relato popular, posteriormente reelaborado en el Lay de Melion; puede encontrarse una referencia a esta historia en La muerte de Arturo de Thomas Malory.
Argumento: Bisclavret, barón de Bretaña, desaparece tres días por semana sin que nadie sepa dónde se esconde. Cuando su mujer le implora que le confiese su secreto, él le cuenta que es un hombre lobo, y que esconde sus ropas en una roca hueca para poder volver a su forma humana. Cuando el barón vuelve a irse, ella envía tras él a un caballero enamorado de ella para que robe la ropa de su marido; cuando este no vuelve de una de sus ausencias, la mujer se casa con su amante. Un año después, el rey, que era amigo de Bisclavret, se lo encuentra en forma de lobo durante una cacería, y éste le pide clemencia besando sus pies y piernas. Cuando recupera su forma humana, el rey queda admirado por el fenómeno. Un día, el amante de la mujer de Bisclavret visita el castillo del rey, y el lobo lo ataca ferozmente; dado que su comportamiento era normalmente pacífico, todos sospechan que el caballero ha debido de dañar a Bisclavret de alguna manera en el pasado. En otra ocasión, el rey y Bisclavret se encuentran en el bosque con la mujer de este último, que la ataca y le arranca la nariz. Un sabio recuerda entonces que ésta es la mujer de Bisclavret, que desapareció; tras interrogar a la mujer bajo tortura, ella confiesa y devuelve la ropa robada; el lobo recupera entonces su forma humana, el rey le devuelve sus tierras, y manda al exilio a la mujer, cuyos hijos nacen desde entonces sin nariz, como castigo.

### Lanval
"Lanval" es uno de los lais que se inscriben en la tradición artúrica. Parece basarse en un relato popular, y fue posteriormente adaptado al inglés con el nombre de Sir Landevale, Sir Launfal, o Sir Lambewell. Este lay también está íntimamente relacionado con el relato anónimo de "Graelant", en el que igualmente aparece un hada que exige a su amante que no revele su verdadera identidad. También incluye diversas referencias a la historia antigua; por ejemplo, al describir la opulencia del hada, la compara con la reina Semíramis o con el Emperador romano César Augusto. La denuncia de Ginebra contra Lanval, por su parte, tiene su antecedente en el Génesis (39:7), en el episodio en el que la poderosa reina Putifar acusa falsamente al patriarca José de intentar seducirla contra su voluntad.
Este poema es especialmente conocido dentro del conjunto de los Lais por varias razones: la extensa escena judicial ofrece un cierto grado de comprensión de cómo podría funcionar el sistema legal de la época. Además, es el único lay que describe la corte del Rey Arturo, con referencias a la Tabla Redonda o al isla de Ávalon. A diferencia de otros lais, en éste sólo se ofrece el punto de vista y las motivaciones del caballero que le da nombre: el hada ni siquiera recibe un nombre, y no se nos describe su psicología ni sus intenciones. En el original, Ginebra acusa a Lanval abiertamente de ser homosexual, algo que en traducciones modernas se ha suavizado a "no tener interés por las mujeres"; además, Lanval es finalmente rescatado por su poderosa y bella amante, lo que invierte los roles tradicionales, en los que la dama es rescatada por el caballero; de ahí que en algunas versiones modernas se altere el texto indicando que Lanval monta el caballo delante de ella en la escena final, en un intento por recuperar los papeles tradicionales.
Argumento: Narra la historia de un caballero seducido por un hada, que lo colma de regalos, y por quien éste rechaza las proposiciones de la Reina Ginebra. El argumento se complica por la promesa que Lanval hace de no revelar la identidad de su amante. Ante Arturo, Ginebra lo acusa de humillarlo, y Arturo, en un juicio pormenorizadamente descrito, le obliga a revelar el nombre de su amante. Pese a haber roto su promesa, el hada parece justificar el comportamiento de Lanval, y acepta llevarlo con ella a Avalon.

### Los dos amantes
Les Deus Amanz ("los dos amantes") narra la historia de dos amantes en la comuna de Pîtres, en la Alta Normandía.
Argumento: Un rey viudo vive dedicado al cuidado de su hija, a la que se resiste a dejar marchar cuando le llega la edad de encontrar marido. Por ello, reta a sus pretendientes a que demuestren su valía llevándola hasta lo alto de una montaña cercana. Muchos lo intentan, y fracasan. Cuando la hija se enamora de un joven y apuesto caballero, ella le entrega una poción mágica que le permitirá renovar sus energías y llevarla hasta lo alto de la montaña. Sin embargo, cuando llega el momento decide intentar subirla sin emplear la poción; lo logra, pero en la cima se desploma de agotamiento y muere. Ella intenta revivirlo con la poción, pero es demasiado tarde: él ya está muerto. Entonces ella arroja la poción y muere de pena. El lugar en el que cae el vial con la poción se transforma en un prado fértil en hierbas medicionales. Los súbditos del rey los entierran entonces a los dos juntos en una montaña, a la que bautizan como "la montaña de los dos amantes".

### El ruiseñor
Argumento: Laüstic o "El Ruiseñor" trata del romance entre un caballero y una mujer casada. Como el primero era su vecino siempre podían verse y hablarse pero no consumar su amor porque ella estaba siempre vigilada. Una noche ella salió varias veces de la alcoba para ver a su amado. Cuando su esposo se irritó por ello, su mujer le dijo que salía para oír cantar al ruiseñor. Al día siguiente, el marido desvelado mandó buscar al ruiseñor: fue atrapado y él lo asesinó y luego lo entregó a su mujer. Ella, triste pues ya no tendría excusa para ir a ver al caballero que amaba, lo pone en una caja y lo envía con un paje a su amado. Este al recibir el paquete y tras las debidas explicaciones, lo manda poner en una caja más preciosa.

### Milón
Narra la historia de un amor clandestino entre Milon y su dama (que deben vivir separados).Pero su astucia va a permitirles continuar amándose: durante veinte años, se envían mensajes de amor gracias a un cisne viajero. El cisne es el mensajero del amor, permite la correspondencia amorosa y la escritura es percibida como un sustituto de la presencia del otro.
La dama, al principio de la historia, antes de separarse de Milon cae embarazada de él: el hijo es confiado a la hermana de la dama con un anillo y una carta que deberá dar al niño cuando sea más mayor. Cuando este día llega, el hijo, puesto al corriente de sus padres, parte en su búsqueda. El hijo participa en un torneo de caballeros, donde encuentra a su padre. Él decide matar al marido oficial de su madre para que la pareja amorosa pueda finalmente reunirse y vivir felizmente. Vivieron felices para siempre.

### El desdichado(oel pobrecillo)
Una hermosa dama tiene muchos pretendientes. Hay cuatro muy nobles y bellos que la aman y cortejan. Ella ama a los cuatro. Corresponde a los cuatro caballeros a la vez y ellos aún sabiendo que corteja a los demás, no quieren dejar de recibir sus halagos. Un día la bella dama, convoca un torneo. Viene gente de muchos lugares ya que es muy conocida la historia de la dama con los cuatro caballeros y todos quieren ver a los valientes. A lo largo del torneo, tres de los caballeros fallecen y uno queda malherido. La dama siente una profunda tristeza por la pérdida de los tres hombres, y pone a disposición del herido a los mejores médicos. Una vez curado, él se siente un desgraciado porque no puede estar con ella de la manera que él desea. Y ella se siente desdichada por la muerte de los tres caballeros, porque amaba a los cuatro por igual y a la vez. La dama sugiere llamar el lai las cuatro penas por los cuatro caballeros. Él prefiere el pobrecillo, ya que así se siente.

### La madreselva
El rey Marc estaba encolerizado con su sobrino Tristán y lo había expulsado de su reino porque estaba enamorado de la reina. Aprovechó la ausencia del Rey. Por un bastón con una inscripción la reina se adentró en el bosque pues sabía que el dueño de ese bastón era Tristán. Lo encontró y fueron felices. Se reconcilió con el rey gracias a ella. Pero a la hora de separarse sufrieron los dos.

### Eliduc
Se narra la historia de un caballero (Eliduc) de Bretaña que deja a su esposa para servir como soldadero.  Se enamora de la princesa Guilladón.  Vuelve a su hogar triste por la separación de su amante.  Al volver a buscar a su amante su esposa lo sigue, luego de una tempestad Eliduc cree que la princesa ha muerto y se encuentra desconsolado.  La princesa se despierta y la esposa de Eliduc se percata de la situación.  Al ver la belleza de la princesa y a su esposo feliz, se encuentra contenta y finalmente se convierte en monja y se hace amiga de la princesa.